# Aloÿs Nizigama
Aloÿs Nizigama, född 18 juni 1966, är en friidrottare från Burundi. Han deltog vid olympiska sommarspelen 1996 och olympiska sommarspelen 2000.